# Rai Benjamin
Rai Benjamin (ur. 27 lipca 1997) – antiguańsko-barbudzki lekkoatleta, specjalista od biegów sprinterskich i płotkarskich. Od 2018 roku jest reprezentantem Stanów Zjednoczonych.
Półfinalista mistrzostw świata juniorów młodszych w Doniecku (2013). Srebrny medalista CARIFTA Games (2015).
Po zmianie barw narodowych zdobył srebro w biegu na 400 metrów przez płotki oraz złoto w sztafecie 4 × 400 metrów podczas mistrzostw świata w Dosze (2019). W 2021 zdobył srebrny medal igrzysk olimpijskich w Tokio, ustanawiając czasem 46,17 rekord kontynentu. Wraz z kolegami z reprezentacji zdobył także złoto w sztafecie 4 × 400 metrów. W 2022 zdobył swój drugi srebrny medal mistrzostw świata. Rok później podczas światowego czempionatu w Budapeszcie wywalczył brąz w biegu na dystansie 400 metrów przez płotki oraz złoto w biegu rozstawnym 4 × 400 metrów.
Złoty medalista mistrzostw Antigui i Barbudy i USA, reprezentant kraju na IAAF World Relays.
Stawał na podium czempionatu NCAA.

## Osiągnięcia
| Rok                              | Impreza                               | Miejsce    | Konkurencja                | Lokata     | Wynik   |
| -------------------------------- | ------------------------------------- | ---------- | -------------------------- | ---------- | ------- |
| Reprezentacja: Antigua i Barbuda |                                       |            |                            |            |         |
| 2013                             | Mistrzostwa świata juniorów młodszych | Donieck    | bieg na 400 m przez płotki | półfinał   | 52,36   |
| 2015                             | IAAF World Relays                     | Nassau     | sztafeta 4 × 200 m         | eliminacje | DNF     |
| 2015                             | CARIFTA Games                         | Basseterre | bieg na 400 m              | 2. miejsce | 46,19   |
| Reprezentacja: Stany Zjednoczone |                                       |            |                            |            |         |
| 2019                             | Mistrzostwa świata                    | Doha       | bieg na 400 m przez płotki | 2. miejsce | 47,66   |
| 2019                             | Mistrzostwa świata                    | Doha       | sztafeta 4 × 400 m         | 1. miejsce | 2:56,69 |
| 2021                             | Igrzyska olimpijskie                  | Tokio      | bieg na 400 m przez płotki | 2. miejsce | 46,17   |
| 2021                             | Igrzyska olimpijskie                  | Tokio      | sztafeta 4 × 400 m         | 1. miejsce | 2:55,70 |
| 2022                             | Mistrzostwa świata                    | Eugene     | bieg na 400 m przez płotki | 2. miejsce | 46,89   |
| 2023                             | Mistrzostwa świata                    | Budapeszt  | bieg na 400 m przez płotki | 3. miejsce | 47,56   |
| 2023                             | Mistrzostwa świata                    | Budapeszt  | sztafeta 4 × 400 m         | 1. miejsce | 2:57,31 |
| 2024                             | Igrzyska olimpijskie                  | Paryż      | bieg na 400 m przez płotki | 1. miejsce | 46,46   |
| 2024                             | Igrzyska olimpijskie                  | Paryż      | Sztafeta 4 x 400 m         | 1. miejsce | 2:54,43 |

## Rekordy życiowe
- Bieg na 100 metrów – 10,03 (2020)
- Bieg na 200 metrów (stadion) – 19,99 (2018)
- Bieg na 200 metrów (hala) – 20,34 (2018) rekord Antigui i Barbudy
- Bieg na 400 metrów (stadion) – 44,21 (2023)
- Bieg na 400 metrów (hala) – 45,39 (2021)
- Bieg na 400 metrów przez płotki – 46,17 (2021) rekord Ameryki Północnej, 2. wynik w historii światowej lekkoatletyki